# Viscum decurrens
Viscum decurrens är en sandelträdsväxtart som först beskrevs av Adolf Engler, och fick sitt nu gällande namn av Bak. & Sprague. Viscum decurrens ingår i släktet mistlar, och familjen sandelträdsväxter. Inga underarter finns listade i Catalogue of Life.